# Pselliophora scurra
Pselliophora scurra är en tvåvingeart som beskrevs av Alexander 1941. Pselliophora scurra ingår i släktet Pselliophora och familjen storharkrankar. Inga underarter finns listade i Catalogue of Life.